# Sofija Naletilić Penavuša
Sofija Naletilić Penavuša (Mokro, Bosna i Hercegovina, 6. siječnja 1913. – Široki Brijeg, 22. lipnja 1994.) hrvatska je i bosanskohercegovačka naivna kiparica.

## Životopis
Sofija Naletilić, poznata kao baka (baba) Penavuša, rođena je u Mokrom 1913. godine. Nadimak Penavuša dobila je po svojem djevojačkom prezimenu Penavić.
Djetinjstvo provodi u velikom siromaštvu. Tijekom njezina ranog djetinjstva, osobito za vrijeme Prvog svjetskog rata, u Hercegovini vladaju velika suša i glad. Situacija je bila toliko teška i ozbiljna da fra Didak Buntić 1917. godine organizira premještaj oko 17 000 hercegovačke djece u Slavoniju kako bi ih spasio od gladi.
Nije nikada išla u školu, nego se u desetoj godini života sama opismenila.
Udaje se u Oklaje kraj Širokog Brijega gdje provodi većinu života baveći se kućanskim poslovima i poljoprivredom.
Godine 1942. postala je udovica i otada je nosila crninu koja joj uz cigaretu koju puši od svoje 8. godine postaje zaštitni znak. Nakon smrti muža Marijana postaje glava obitelji te sama podiže djecu i unuke koji su joj oduvijek bili snažan životni oslonac.
Godine 1977. iznenada umire njezin sin Vitomir što ostavlja dubok trag u njenom životu. 
Iste se godine Sofija Naletilić, u dobi od 64 godine, počinje baviti kiparstvom (diljanjem), nakon što je unuku pomogla napraviti skulpturu ptice za školu.
Najbolji i najpoznatiji dio njenog opusa čine kipovi životinja, a izrađivala je i povijesne i biblijske likove.
Otkriva ju likovni kritičar i književnik Dubravko Horvatić.
Prvi put samostalno izlaže 1982. godine u Zagrebu, u privatnoj Galeriji Schira. Bilo joj je tada šezdeset i devet godina.
Otada sudjeluje u brojnim samostalnim i grupnim izložbama. Među ostalim, njena djela bila su izložena u Đurđevcu, Vinkovcima, Opuzenu, Dubrovniku, Varaždinu, Hlebinama, Velikoj Gorici, Zagrebu, Ljubuškom, Sarajevu, Bratislavi i Bergenu.
Godine 1985. u anketi revije Start proglašena je „osobom godine“.
Zbog rata, 1992. godine prvi puta u životu napušta svoju kuću i rodni kraj te odlazi u izbjeglištvo. Tada privremeno živi na otoku Čiovu, kraj Trogira.
Umire 22. lipnja 1994. u Širokom Brijegu, dva mjeseca prije međunarodnog priznanja na svjetskom trijenalu naivne umjetnosti Insita 94 u Bratislavi.
Veliki dio njenog kiparskog opusa danas čuva obitelj, a brojna djela nalaze se u privatnim kolekcijama te u nekoliko muzeja i galerija (Franjevačka galerija u Širokom Brijegu, Hrvatski muzej naivne umjetnosti, Moderna galerija, Galerija Klovićevi dvori u Zagrebu i Galerija Petar Smajić u Ernestinovu).

## Karijera

### Kiparski počeci
Sofija Naletilić bila je samouka kiparica – nije polazila nikakve umjetničke škole ni kreativne tečajeve.
Rezbarenjem se počela baviti sasvim slučajno u 64. godini, nakon što ju je unuk Dragan zamolio za pomoć u izradi skulpture ptice za domaću zadaću. Baka je uzela trešnjevo drvo i turpiju i istesala unuku kokoš.  Nakon toga su joj se i druga djeca počela obraćati za pomoć. Tako se rodila bakina ljubav prema rezbarenju.
Nedugo nakon toga otkriva ju književnik i likovni kritičar Dubravko Horvatić te 1982. prvi puta samostalno izlaže u Zagrebu.

### Stvaralaštvo
Tijekom svoje umjetničke karijere izradila je nekoliko tisuća drvenih skulptura – drvljača, kako ih je baka voljela nazivati. 
Radila je svakoga dana, osim nedjeljom i blagdanom, u sinovljevoj garaži koju je pretvorila u atelje. 
„Teme njezinih skulptura“, kako navodi Vlasta Gracin,“bile su ono što je sačinjavalo njezin ukupni život: duboka religioznost, domoljublje, i iznad svega, njezin skriveni unutarnji život u kojem je bilo pohranjeno svekoliko pamćenje.“
Nakon što bi izrezbarila skulpturu, baka bi bojala drvo temperom te je zatim premazivala lakom.
U samim počecima samo je tesala drvo, nije ga bojila. Rezbarila je skulpture životinja manjih dimenzija na kojima se može uočiti nesigurnost i traganje za vlastitim izrazom (Ptica, 1977., Mačka, 1978.). Svaki kip životinje zakovala bi čavlima za postament od drva ili šper ploče.
Za rezbarenje drvenih skulptura prvo je koristila sto godina star čekić naslijeđen od djeda postolara i običnu pilu, no kako su joj počeli donositi sve veća debla i panjeve, kasnih 80-ih godina počinje upotrebljavati motornu pilu, s kojom se i ranjava. Preživljava dva infarkta, ali i dalje nastavlja rezbariti.

#### Ljudske figure
U počecima najviše se bavila religioznim temama – rezbarila je skulpture Isusa, Bogorodice, svetaca, proroka, fratara te reljefe postaja Križnoga puta. Njezin odabir tema nije iznenađujući jer je crkva bila jedino mjesto u kojem se duboko religiozna starica mogla susresti s umjetnošću.
Prve skulpture svetaca (Isuse kucni u srce moje; Bogorodica ili Sveta obitelj, reljefi postaja Križnoga puta) kompaktnog su oblika, potpuno uravnotežene, čvrste kompozicije, glatkih, pažljivo obrađenih zatvorenih ploha.
Često joj je bila važna i lokacija s koje drvo potječe, pa tako s debla Bilih gdje su u vrijeme Turaka fratri potajice držali mise ili s mjesta gdje su bili ubijeni svećenici, radi likove sveca ili fratara.
Ističu se i njezine skulpture koje prikazuju najznačajnije hrvatske povijesne ličnosti (Kralj Tomislav, Ban Jelačić) te narodne junake – poznate po borbi protiv Turaka (Mijat Tomić, Sibinjanin Janko, Ivo Senjanin).
No, njeni prikazi ljudskih figura nisu bili rezervirani samo za povijesne i biblijske likove. Sofija Naletilić osvrće se i na prikaze »malih ljudi« iz naroda, kao što su Hercegovka prede (1980.) i Tuzgava dama (1983.).

#### Bestijarij
Najvrjedniji i najbrojniji dio autoričinog opusa čini njezin »bestijarij« – njezini kipovi životinja.
Naime, Sofija Naletilić Penavuša je prije svega bila vrstan animalist. Prikazivala je životinje iz različitih podneblja, od kojih mnoge nikada u životu nije vidjela. "Stoga je u nje sve daleko od bilo kakvih realističkih nakana", kako ističe V. Crnković; "sve je simplificirano, purificirano, stilizirano i krajnje poopćeno. Nijedna Penavušina figura nije individualno predstavljena, a neka su njezina djela gotovo na rubu apstraktnog izraza."
No, iza inspiracije njenog bestijarija stoji, kako Gracin navodi, autoričina pobožnost te povezanost s franjevcima. U prilog tomu idu i Penavušini prikazi svetoga Franje kako propovijeda pticama, kojega je istesala desetak puta (Sveti Franjo propovijeda pticama iz 1981. i 1985. godine).
I sam postupak izrade skulptura za Sofiju Naletilić je bio vjersko iskustvo. Gracin u monografiji Izmoljene skulpture opisuje njezin način rada: "Dok je »diljala« uvijek je molila (ponekad i sto Očenaša na dan), molila je brzo i glasno da joj lik ili molitva »ne uteku«. Molitvom je priželjkivala da njezina zamisao ne ode u raskorak s prirodnim (Božjim) oblikom usječena drva. Ona nije – i ne želi biti krotiteljica drva. I ni jedna skulptura nije samo ptica, samo žaba, samo sova... To su izmoljeni oblici u kojima Babini likovi čuvaju tragove Božje volje."
U Penavušinom bestijariju, najviše se ističu prikazi ptica koje autorica boji najraskošnijim bojama (Puran, Rajska ptica, Velika sova, Orao slomljenih krila, Čaplja, skulpture pijetlova). Postupak bojanja svojih drvenih skulptura Penavuša opisuje na sljedeći način: »Uvijek dodaj onim bojam' još boja, one se tako slome i postaju sigurnije!«
Većinu u njenome opusu zauzimaju skulpture kornjača na čije oklope ucrtava različito znakovlje, na koje i dalje aplicira raznolike boje (Žaba-kornjača, Kornjača).
U brojnim skulpturama Penavuša zadržava čvrstu, kompaktnu formu koju zatvara »slomljenim« bojama (Slon, Krokodil, Jazavac, Kozorog ili Kit).
Ponekad kroz svoje prikaze životinja izražava radost i smijeh djeteta u sebi, koje u svom životu prepunom tragedija nije mogla izraziti.  Od takvih skulputra iz njenoga ogromnog opusa ističu se Obitelj majmuna, Lav se smije, Sova u hlačama, Ništa nisam uzela, Ne mogu se stići i Orlovi blizanci.
U kasnijim djelima drvo joj zadaje oblik, pa tako nastaje sve više skulptura sa skupinama životinja, odnosno parovi životinja. Među njima ističu se skulpture Grabljivica i plijen, Pijetao na žabi, Bratstvo i jedinstvo, i Svak na svoju stranu.
Tamni kolorit u njenim drvenim skulpturama, rezerviran je uglavnom za divlje, šumske životinje i tu se ističu brojni kipovi s prikazom vuka (Mali vuk, Vuk koji zavija), zatim skulpture kao što su Ris, Lane na tri noge, Mačka ili Lasica.
Promjeri pojedinih Penavušinih skulptura dosežu gotovo 2 metra i to su ujedno skulpture prepune simboličkog značenja (Orah opet živi, Panj zlih duhova). No, uz svaki kip, autorica veže poneku priču ili simboličko značenje. Crnković opisuje njeno predočavanje životinja kao podjednako doslovno, metaforičko i simbolično. Tako sova za nju može predstavljati svakodnevnu pticu njenog podneblja, može biti i simbol mudrosti, ali isto tako i tuge, samoće ili može biti glasnik smrti. Kornjača može predstavljati metaforu dugovječnosti, mudrosti, postojanosti ili ustrajnosti, a isto tako prikazi orlova mogu joj poslužiti kao simboli snage, slobode i hrabrosti.
Njeno posljednje, nedovršeno djelo je skulptura Poskok.

## Izdvojena djela
- Grabljivica i plijen, 1981., 468x280x378 mm, tesano, obojeno drvo, lak, Hrvatski muzej naivne umjetnosti, Zagreb
- Orao, 1981., 465x195x483 mm, tesano, obojeno drvo, lak, Hrvatski muzej naivne umjetnosti, Zagreb
- Ptica, oko 1982., 600x310x210 mm, tesano, obojeno drvo, lak, Hrvatski muzej naivne umjetnosti, Zagreb
- Pijetao, oko 1982., 200x250x110 mm, tesano, obojeno drvo, lak, privatno vlasništvo, Zagreb
- Žaba-kornjača, oko 1983., 370x440x590 mm, tesano, obojeno drvo, lak, Hrvatski muzej naivne umjetnosti, Zagreb
- Lasica, oko 1983., 120x650x80 mm, tesano, obojeno drvo, lak, privatno vlasništvo, Zagreb
- Dvoglav-ptica, oko 1984., 560x410x230 mm, tesano, obojeno drvo, lak, privatno vlasništvo, Zagreb
- Zebra, oko 1984., 210x320x135 mm, tesano, obojeno drvo, lak, privatno vlasništvo, Zagreb
- Sova, oko 1985., 275x170x115 mm, Zbirka Azinović, Zagreb
- Rajska ptica, oko 1985., 290x350x135 mm, tesano, obojeno drvo, lak, privatno vlasništvo, Zagreb
- Velika sova, 1985., 800x255x285 mm, tesano, obojeno drvo, lak, Hrvatski muzej naivne umjetnosti, Zagreb
- Kornjača, oko 1988., 265x420x420 mm, tesano, obojeno drvo, lak, privatno vlasništvo, Zagreb

## Značajnije izložbe
Izlagala je na dvadesetak samostalnih i na većem brojem grupnih izložaba.
Na svjetskom trijenalu naivne umjetnosti Insita 94 u Slovačkoj narodnoj galeriji u Bratislavi 1994. godine, dobila je Grand Prix međunarodnog žirija. Zaslužena nagrada joj je omogućila samostalnu izložbu 1997. godine u Slovačkoj narodnoj galeriji u Bratislavi.
Značajna je i internetska izložba Sofije Naletilić Penavuše, postavljena posredstvom multimedijskoga ženskoga centra NONA iz Zagreba, koja je bila uvrštena među najbolje svjetske web stranice u odabiru Encyclopædie Britannice (The Web's Best Sites).

### Samostalne izložbe
- Galerija Schira, Zagreb, 1982.
- Galerija Stari grad, Đurđevac, 1982.
- Izložbeni salon kazališta, Vinkovci, 1983.
- Likovni salon, Opuzen, 1984.
- Galerija Forum, Zagreb, 1985.
- Galerija CDA, Sarajevo, 1986.
- Galerija Dubrava, Dubrovnik, 1987.
- Galerija Varaždinske banke, Varaždin, 1988.
- Galerija, Hlebine, 1989.
- Galerija Mirko Virius, Zagreb, 1989.
- Multimedijski ženski centar NONA, Zagreb, 1995.
- Sofija Naletilić Penavuša, Insita 97, Slovenská narodná galeriá, Bratislava, 1997.
- Galerija TMT, Ljubuški, 2001.

### Grupne izložbe
- Suvremeni animalisti, Galerija umjetnosti, Vinkovci, 1983.
- Iz fundusa Galerije primitivne umjetnosti, Galerija primitivne umjetnosti, Zagreb, 1983.
- Pitoma riječ divljine, Galerija Galženica, Velika Gorica, 1986.
- Naivi 87, Galerija primitivne umjetnosti, Zagreb, 1987.
- Yugoslavisk Kunst, Galleri Siverts, Bergen, 1987.
- Osam samosvojnih, Galerija Virius, Zagreb, 1988.
- Tisuću godina hrvatske skulpture, Muzejsko-galerijski centar, Zagreb, 1991.
- Hrvatska naivna umjetnost, Muzejsko-galerijski centar, Zagreb, 1992.
- Insita 94, Slovenská narodná galeriá, Bratislava, 1994.
- Sol zemlje, Umjetnička galerija, Dubrovnik, 1996.
- Remek-djela naivne umjetnosti, Hrvatski muzej naivne umjetnosti, Zagreb, 1997.

## Galerija radova
- Sofija Naletilić Penavuša, Velika sova, 1985., 800x255x285 mm, tesano, obojeno drvo, lak, Hrvatski muzej naivne umjetnosti, Zagreb
- Sofija Naletilić Penavuša, Grabljivica i plijen, 1981., 468x280x378 mm, tesano, obojeno drvo, lak, Hrvatski muzej naivne umjetnosti, Zagreb
- Sofija Naletilić Penavuša, Orao, 1981., 465x195x483 mm, tesano, obojeno drvo, lak, Hrvatski muzej naivne umjetnosti, Zagreb
- Sofija Naletilić Penavuša, Žaba-kornjača, oko 1983., 370x440x590 mm, tesano, obojeno drvo, lak, Hrvatski muzej naivne umjetnosti, Zagreb
- Sofija Naletilić Penavuša, Puran, 1984., 450x520x270 mm, tesano, obojeno drvo, lak, Hrvatski muzej naivne umjetnosti, Zagreb

## Vanjske poveznice
- Članak Penavuša na portalu www.siroki.com
- Izložba u Narodnom sveučilištu Dubrava 1990.  Arhivirana inačica izvorne stranice od 24. ožujka 2013. (Wayback Machine)
- Radovi u Hrvatskom muzeju naivne umjetnosti u Zagrebu  Arhivirana inačica izvorne stranice od 2. svibnja 2012. (Wayback Machine)
- Fotografije radova na www.fidan-naif.it
- Nina Ožegović Počela nova ženska era hrvatske naive, Nacional 480/2005.  Arhivirana inačica izvorne stranice od 4. ožujka 2010. (Wayback Machine)
- Sofija Naletilić Penavuša, dokumentarni film, Televizija Zagreb, 1983.